# One Lord, One Faith, One Baptism
One Lord, One Faith, One Baptism è un album della cantante soul statunitense Aretha Franklin.

## Tracce

### Lato 1
1. Walk In The Light (Tradizionale) - 4:00 a
2. Prayer Invocation by Rev. Cecil Franklin - 5:44 c
3. Introduction of Aretha and the Franklin Sisters by Rev. Jesse Jackson - :37 a d f g
4. Jesus Hears Every Prayer (Clara Ward) - 5:16 a d f g
5. Surely God Is Able (Clara Ward) - 6:01 a d f g

### Lato 2
1. The Lord's Prayer (Tradizionale) - 5:05 a
2. Introduction of Aretha and Mavis Staples by Rev. Jesse Jackson - 3:22 a b d
3. Oh Happy Day (Edwin Hawkins) - 6:09 a b
4. We Need Power (Tradizionale) - 6:30 a b

### Lato 3
1. Speech by Rev. Jesse Jackson - 9:57 d
2. Ave Maria (Tradizionale) - 6:48 a
3. Introduction To Higher Ground by Rev. Jaspar Williams - 4:10 e
4. Higher Ground (Tradizionale) - 1:07 a e

### Lato 4
1. Higher Ground (continued) - 2:04 a e
2. Prayer Invocation by Rev. Donald Parsons [July 28th] - 7:29
3. I've Been In The Storm Too Long (Tradizionale) - 7:55 a h
4. Packing Up, Getting Ready To Go (Clara Ward) - 5:34 a b f gh

(a) Aretha Franklin
(b) Mavis Stapes
(c) Reverendo Cecil Franklin
(d) Reverendo Jesse Jackson
(e) Reverendo Jaspar Williams
(f) Erma Franklin
(g) Carolyn Franklin
(h) Joe Ligon of The Mighty Clouds of Joy